# Virgen de la Candelaria (México)
La Virgen de la Candelaria es una advocación mariana de la Iglesia católica que se encuentra en varios países. Su llegada a México tuvo lugar poco después de la colonización española a tierras aztecas. 
Los españoles llevaron a México advocaciones propias de diversas zonas de España como la Virgen de Guadalupe de Extremadura o la propia Virgen de la Candelaria, patrona de las Islas Canarias. Se sabe que ya Hernán Cortés llevaba al cuello una medallita de la Virgen de Candelaria de las Islas Canarias cuando llegó a México.

## Tradición
La Candelaria es una celebración católica ligada con la Navidad y el nacimiento de Cristo que en México se juntó con las fiestas agrícolas de los mexicas o aztecas, lo que agregó un ingrediente a la fiesta que en otras partes del mundo no se celebra así: los tamales.
El 6 de enero, en la fiesta de la Epifanía, llegan los Reyes Magos y, en prácticamente todos los países de habla hispana, con ella llegan la Rosca de Reyes y sus "muñequitos." Entre más grande sea, más muñequitos trae porque entre todos tendrán que pagar los tamales el día de La Candelaria.
En la fiesta de La Candelaria se sincretizan dos fiestas: la de la Virgen y la del primer día del segundo mes del año según el calendario mexica, llamado Tlacachipehualiztli, fiesta Ayacachpixolo. 
Fray Bernardino de Sahagún describió la fiesta:
... hacían unos tamales llamados tzatzapaltamalli, hechos de bledos (amaranto) o cenizos, principalmente hacían estos tamales en un barrio llamado Coátlan y los ofrecían en el mismo templo del lugar delante de la diosa a la que llamaban Coatlicue o Coatlantonan, a la cual estos maestros de hacer flores tenían gran devoción.
Los tamales van acompañados siempre de atole o de champurrado. Todos esos alimentos tienen al maíz como su principal ingrediente. Para los pobladores del México antiguo, el ser humanos está hecho de maíz. Durante largo tiempo, para referirse al maíz, se usaba un dicho: sin maíz no hay país.

## Celebraciones

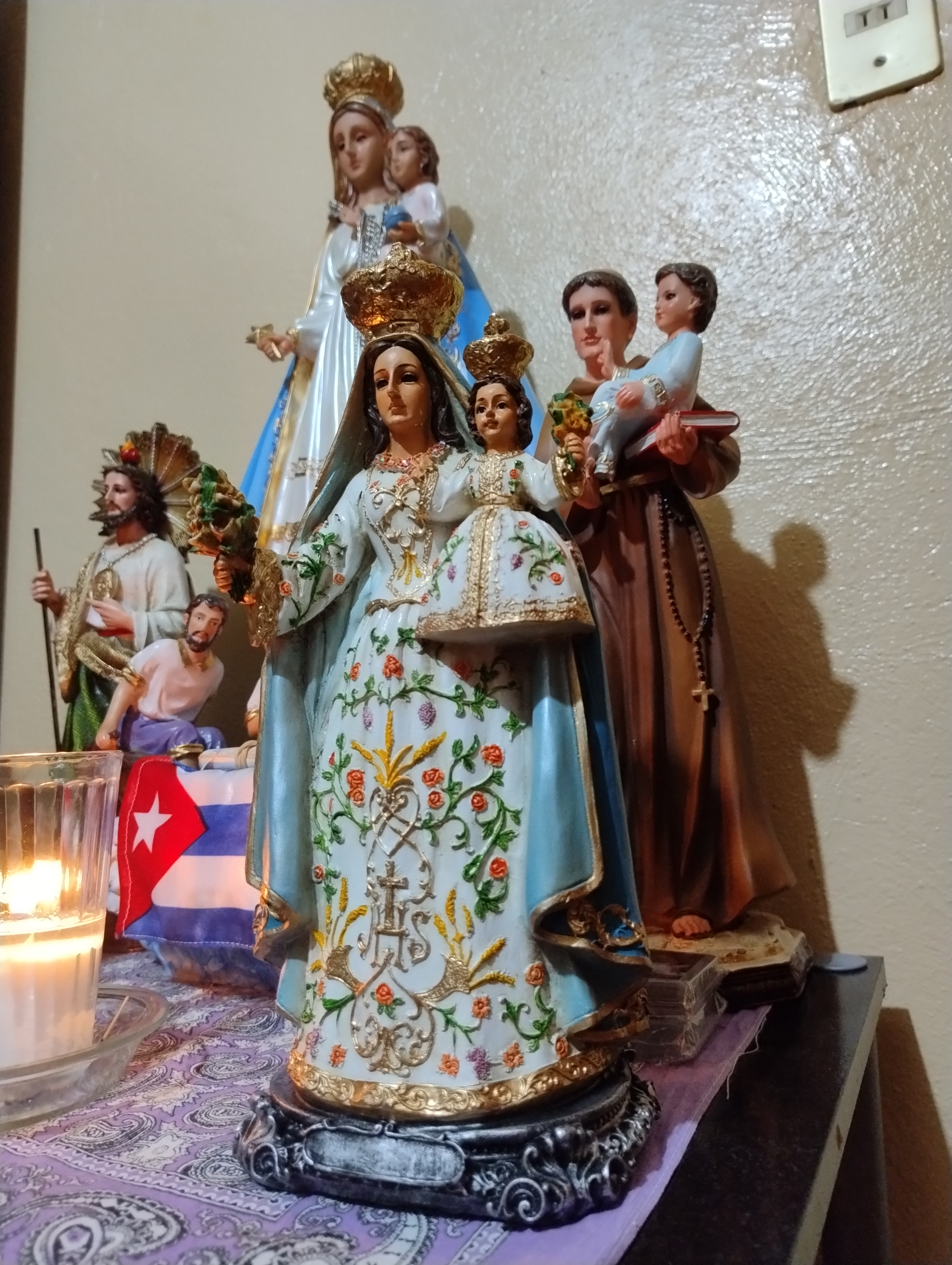
Altar de La Virgen de la Candelaria acompañada de otros santos muy populares en la cultura mexicana.

La Virgen de la Candelaria es venerada ampliamente en diversas partes del país: 

- En general todo el país Mexico,se acostumbra llevar a bendecir al Niño Dios, vestido de ricos atuendos con lentejuelas, pedrería, etc. En ocasiones, se le viste como futbolista, médico, santo, celebridad, etc. Sin embargo, la Iglesia ha desaconsejado estas prácticas, aclarando que las imágenes y figuras que representan al Niño Dios deben ser tratadas con respeto y no como juguetes.

- En Tlacotalpan, en el Estado de Veracruz, tienen como patrona a la Virgen de la Candelaria.

- En San Vicente Coyotepec, Puebla, la Virgen de la Candelaria es considerada por los pobladores como la madre de todo el municipio y alrededores, se celebra cada dos de febrero recibiendo a diversos peregrinos de la República Mexicana, principalmente de la Ciudad de México.

- En el pueblo de Quitupan, en Jalisco la Virgen de Candelaria es la patrona del pueblo y es de singular significancia para las familias puesto que la mayoría son inmigrantes y cada vez al pasar la frontera se encomiendan a ella para poder llegar a su destino.

- En Santa Maria Ozumbilla Tecamác Estado de México tiene como patrona la Virgen de la Candelaria donde la leyenda cuenta que venía de un poblado cercano en peregrinación hacia la basílica de Guadalupe pero al llegar a la comunidad esta se ponía pesada y les era imposible llevársela así que cuando se la llevaron esta en la mañana se encontraba de nuevo en el templo de ozumbilla ya que el párroco encontraba un camino de huellas de huarachez que conducían hacia la imagen.

- En Tlapala, en el Estado de México, tienen como patrona a la Virgen de La Candelaria, en donde se dice está la imagen original de la virgen y se conmemora cada año el 2 de febrero.

- En la ciudad de Irapuato, Guanajuato, en una comunidad llamada Carrizalito los fieles rinden homenaje a su santa patrona la virgen de la Candelaria cada 1 de febrero se realiza la procesión de la candela y el 2 de febrero a las 6 de la mañana, las mañanitas.

- En la ciudad de Pueblo Nuevo, Guanajuato, es la patrona del pueblo y se celebra la fiesta patronal desde el 24 de enero hasta el 3 de febrero, otra fecha donde se le celebra es el 2 de octubre y se saca del templo a un peregrinar por la ciudad.

- En Tecomán, en el estado de Colima, tienen como santa patrona a la Virgen de la Candelaria. Cada 1 de febrero se realizan diversas procesiones que llenan de vida al pueblo toda la noche y madrugada del siguiente día. Cerca de la medianoche se realizan las tradicionales mañanitas.  El día 2 de febrero por la tarde se realizan las tradicionales andas, magnífico evento en el que la venerada imagen recorre las calles de la ciudad cargada por escoltas masculinas, en evento multitudinario, pues el pueblo se desborda a saludar a su santa madre.

- En Xochimilco, en la Ciudad de México, la de La Candelaria es una de sus fiestas más tradicionales.

- En el municipio de Villa Purificación en la Región Costa Sur de Jalisco, se venera desde su fundación (2 de febrero de 1533), siendo uno de los primeros templos construidos en el Reino de la Nueva Galicia.

- En la Catedral Basílica de Nuestra Señora de San Juan de los Lagos, Jalisco, se celebran solemnemente tres fiestas para la Virgen: La Candelaria, el 2 de febrero; la fiesta de la Asunción de la Virgen al cielo, el 15 de agosto; y su principal festejo el 8 de diciembre, día de la Inmaculada Concepción.

## Galería de imágenes

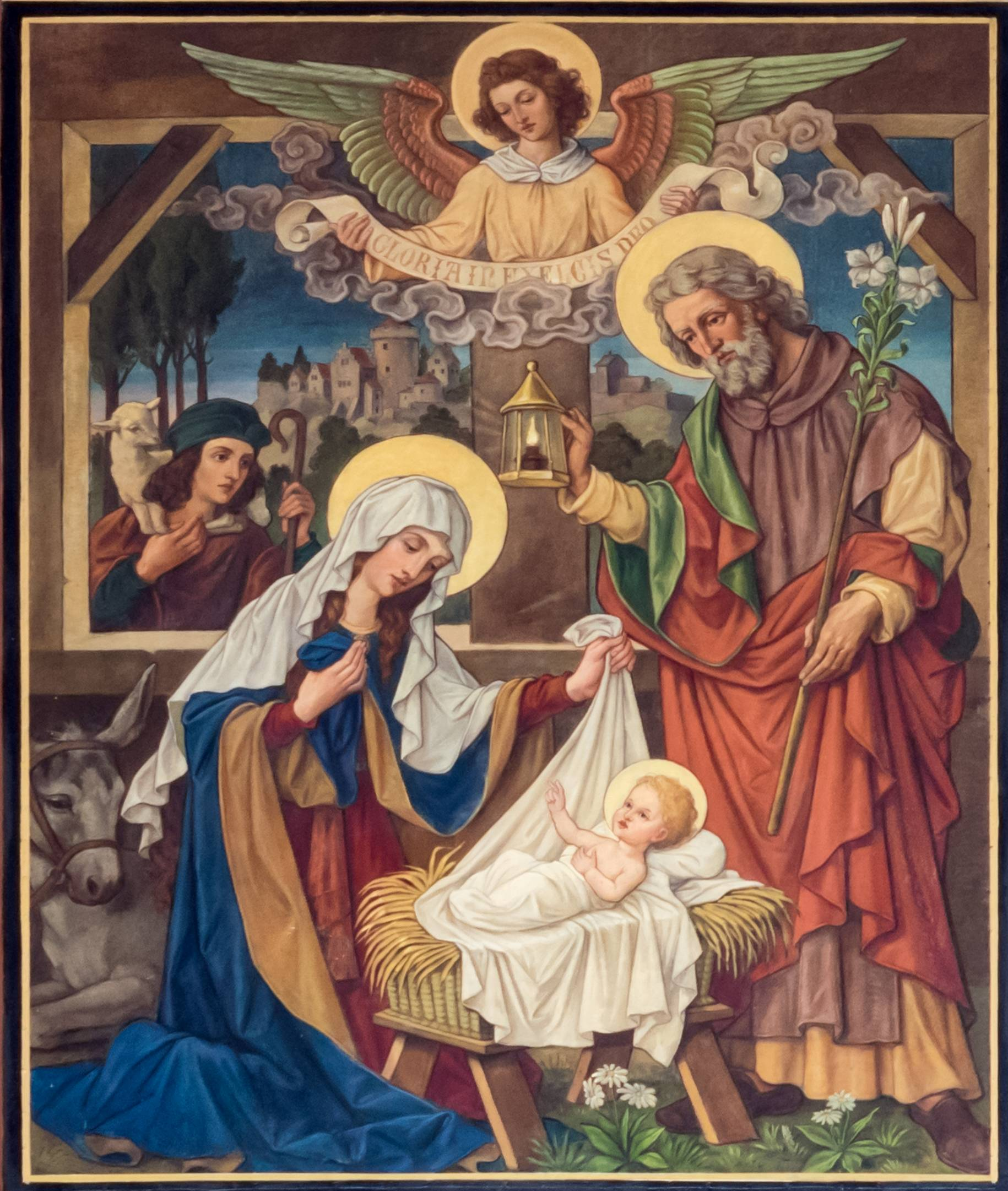
La fiesta de La Candelaria está ligada a la Navidad
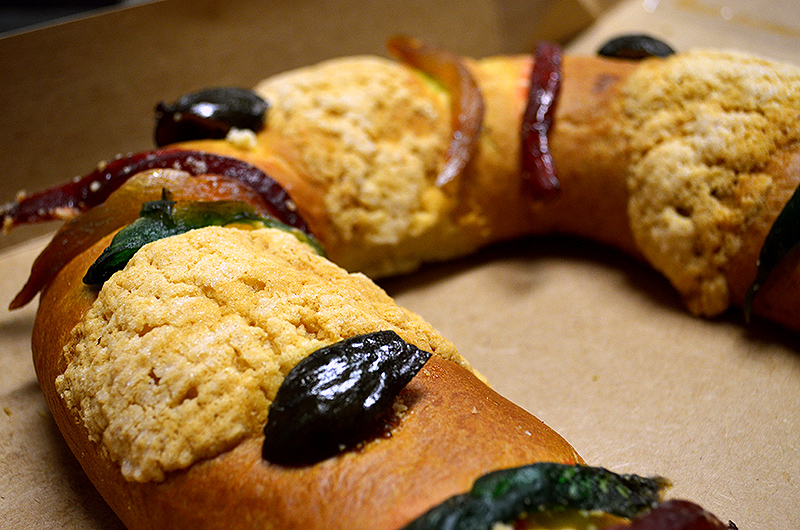
En México, La Candelaria está ligada a la Rosca de Reyes
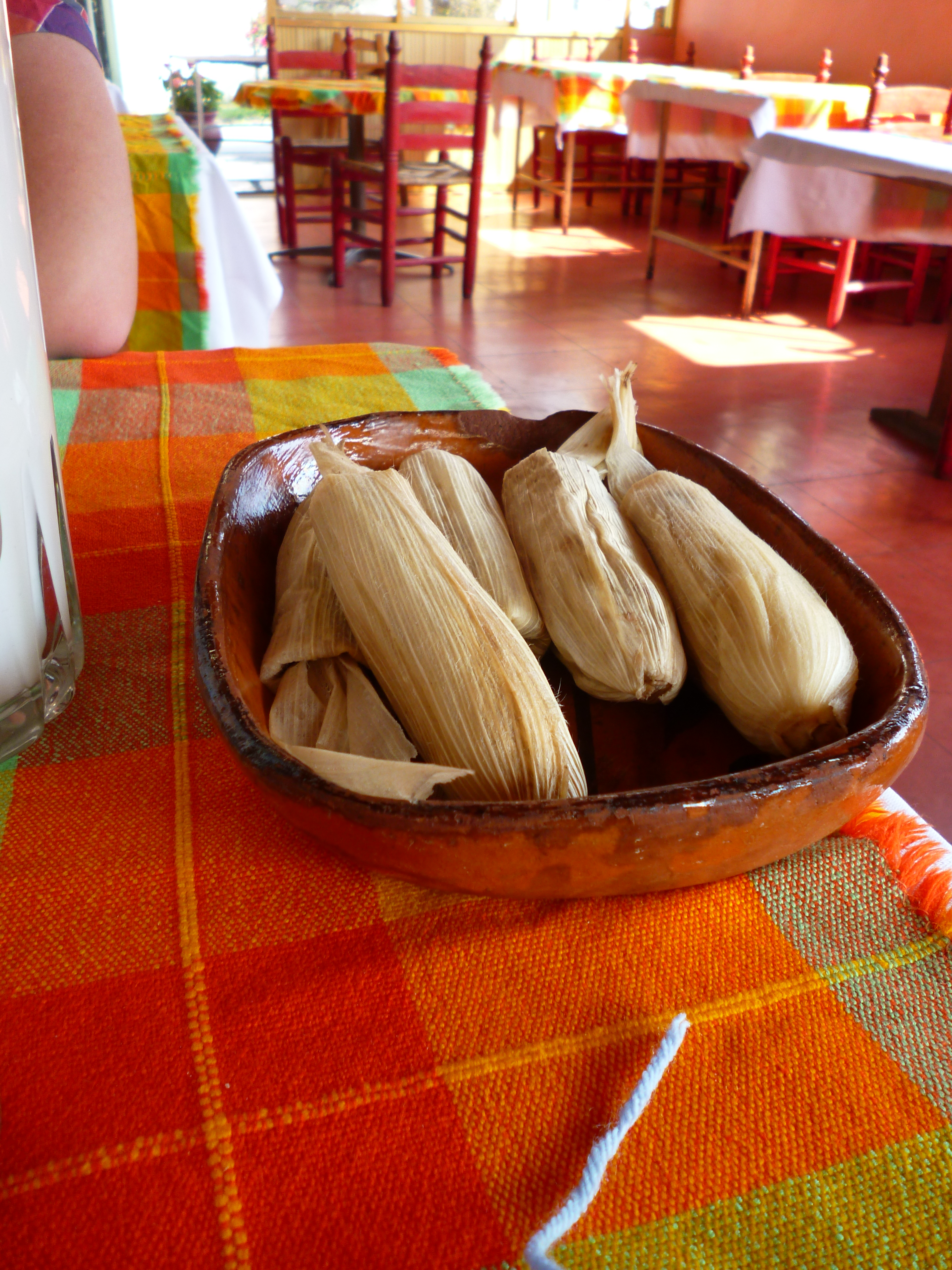
En México, La Candelaria se celebra con tamales
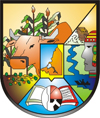
Escudo del municipio de La Candelaria, Campeche
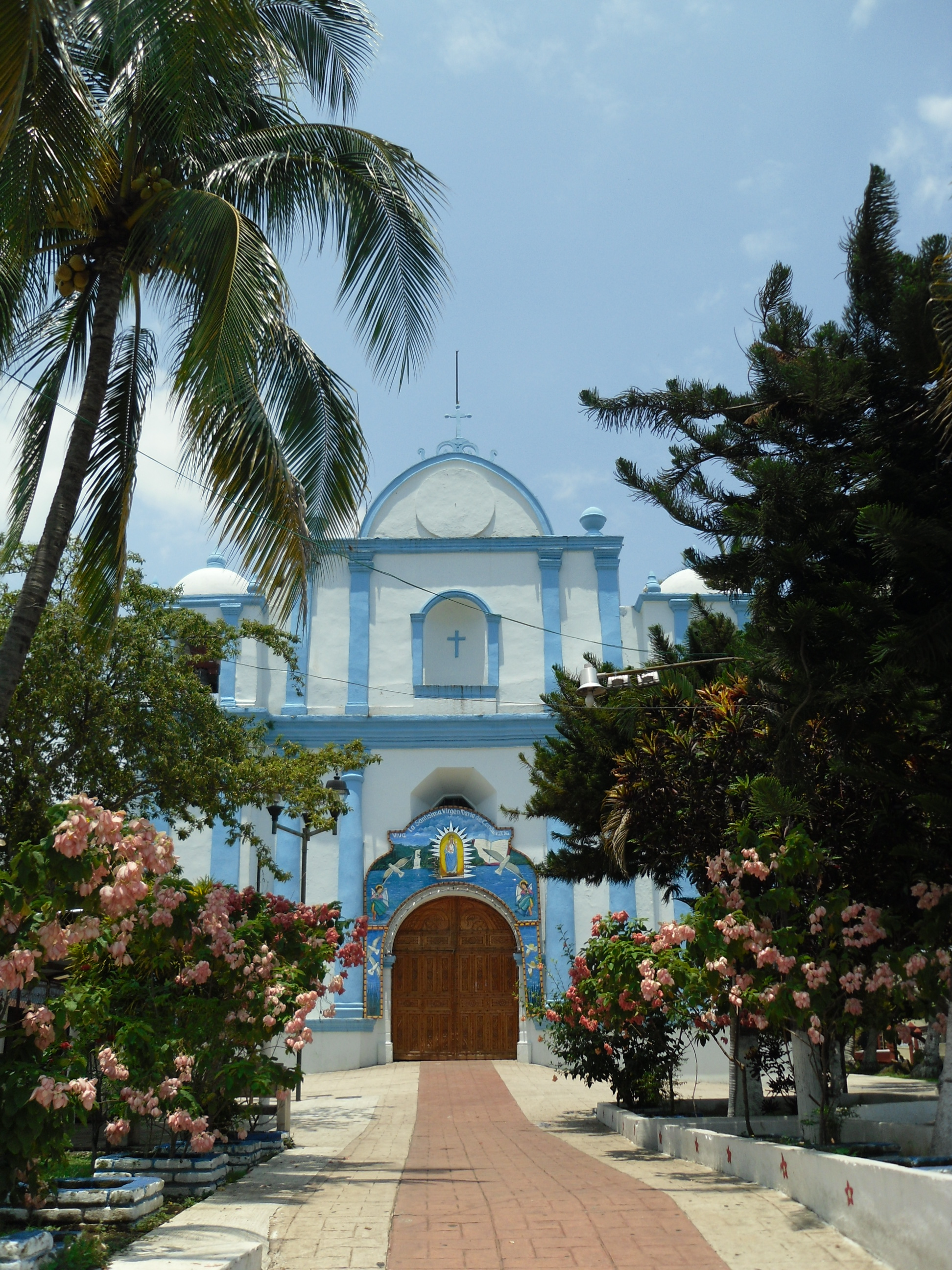
Iglesia de Tuxtla Chico, Chiapas
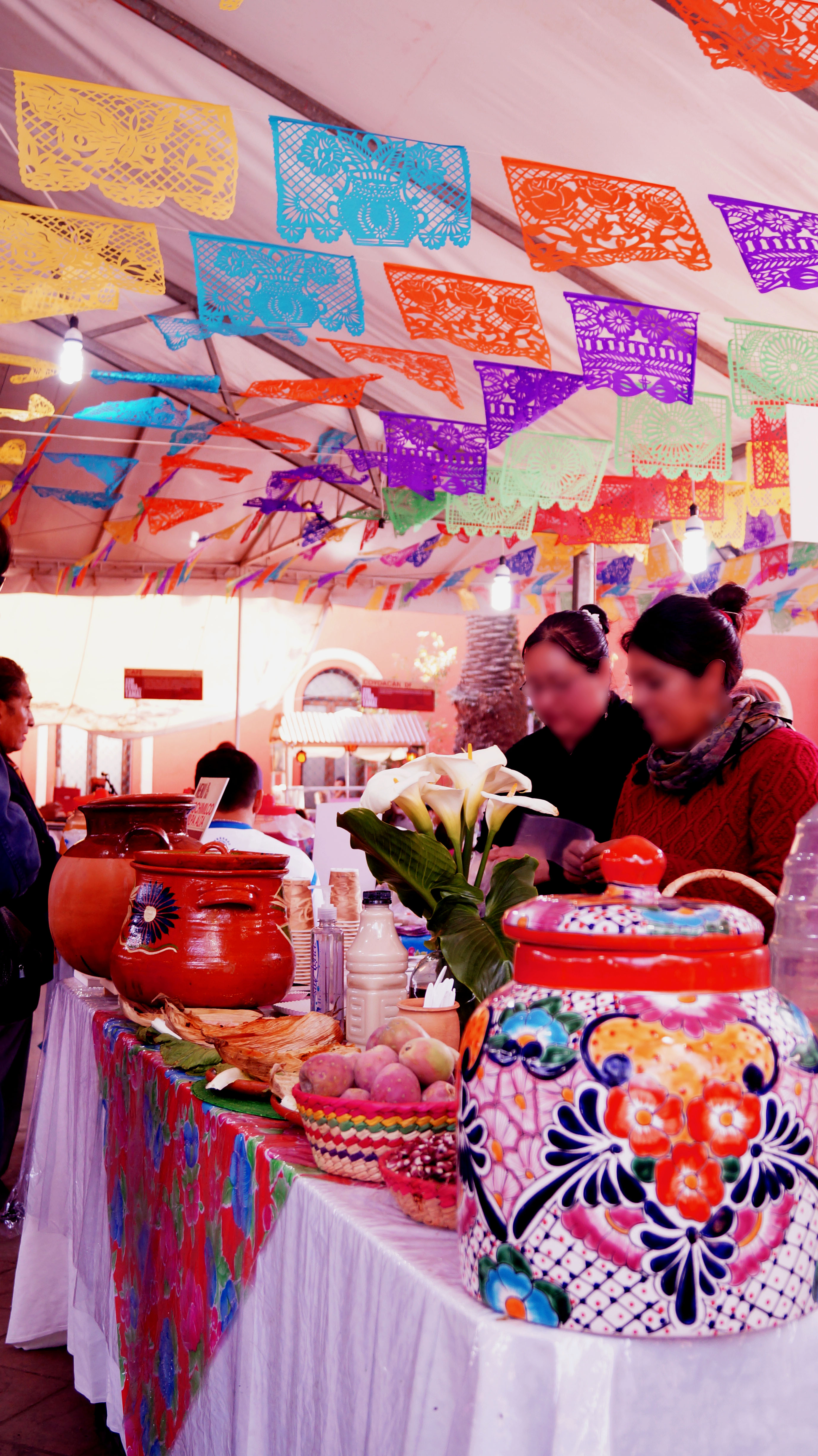
Celebración en el barrio de La Candelaria de Coyoacán
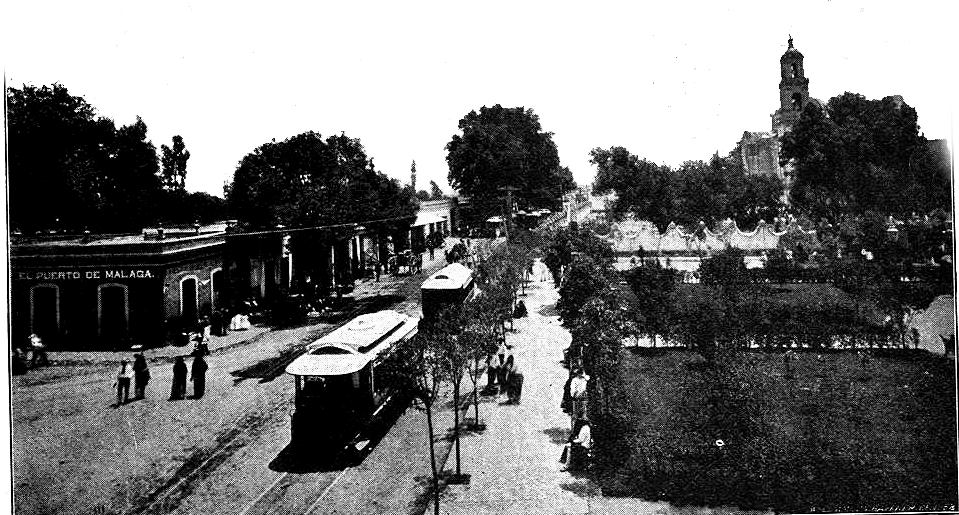
La Iglesia de La Candelaria y la alameda de Tacubaya, 1903
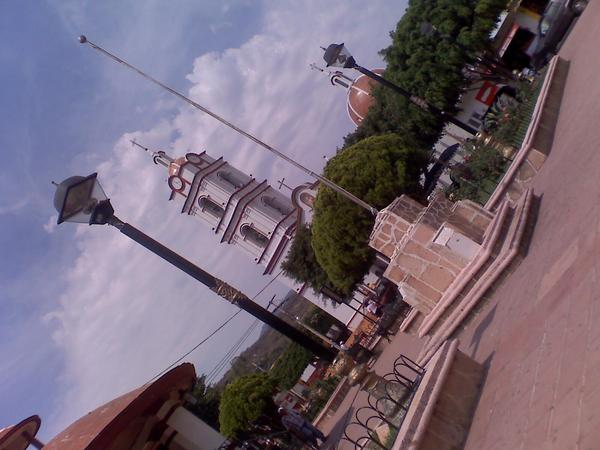
Quitupan, Jalisco
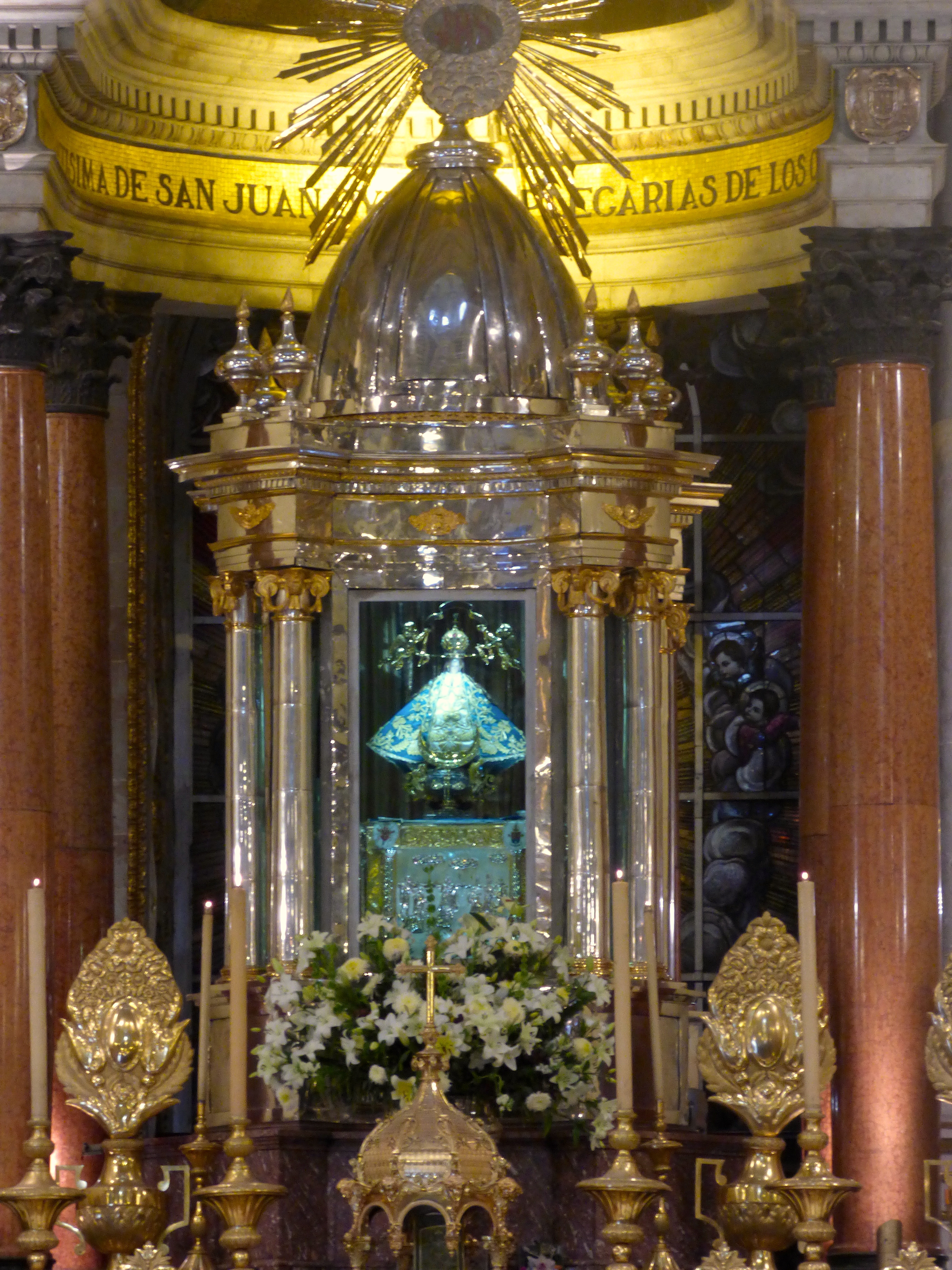
Virgen de San Juan de los Lagos, Jalisco
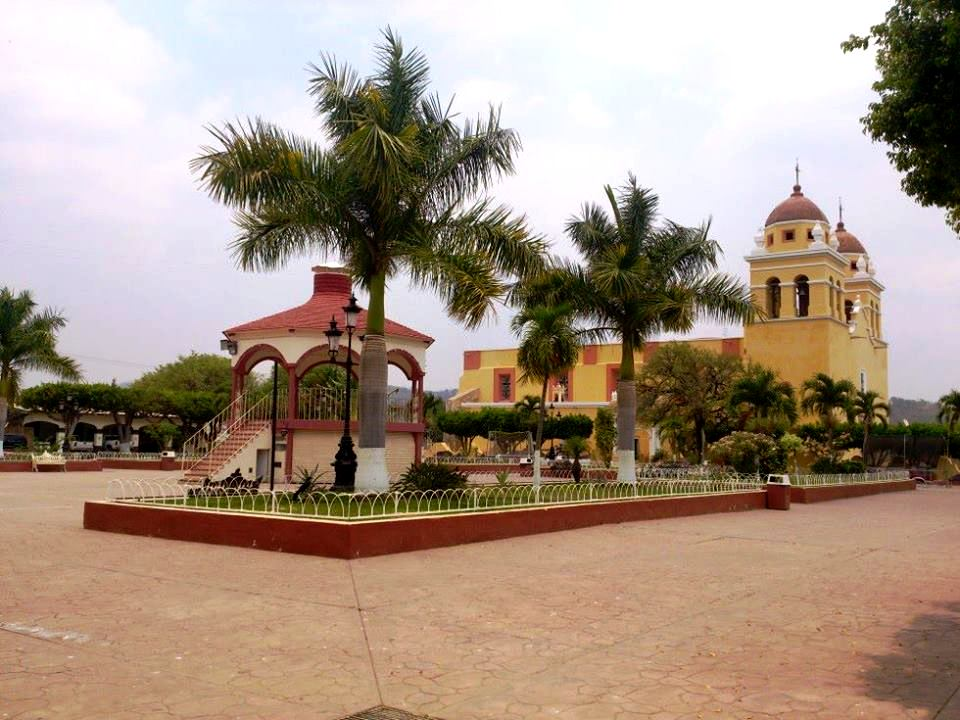
Plaza principal de Villa Purificación, Jalisco
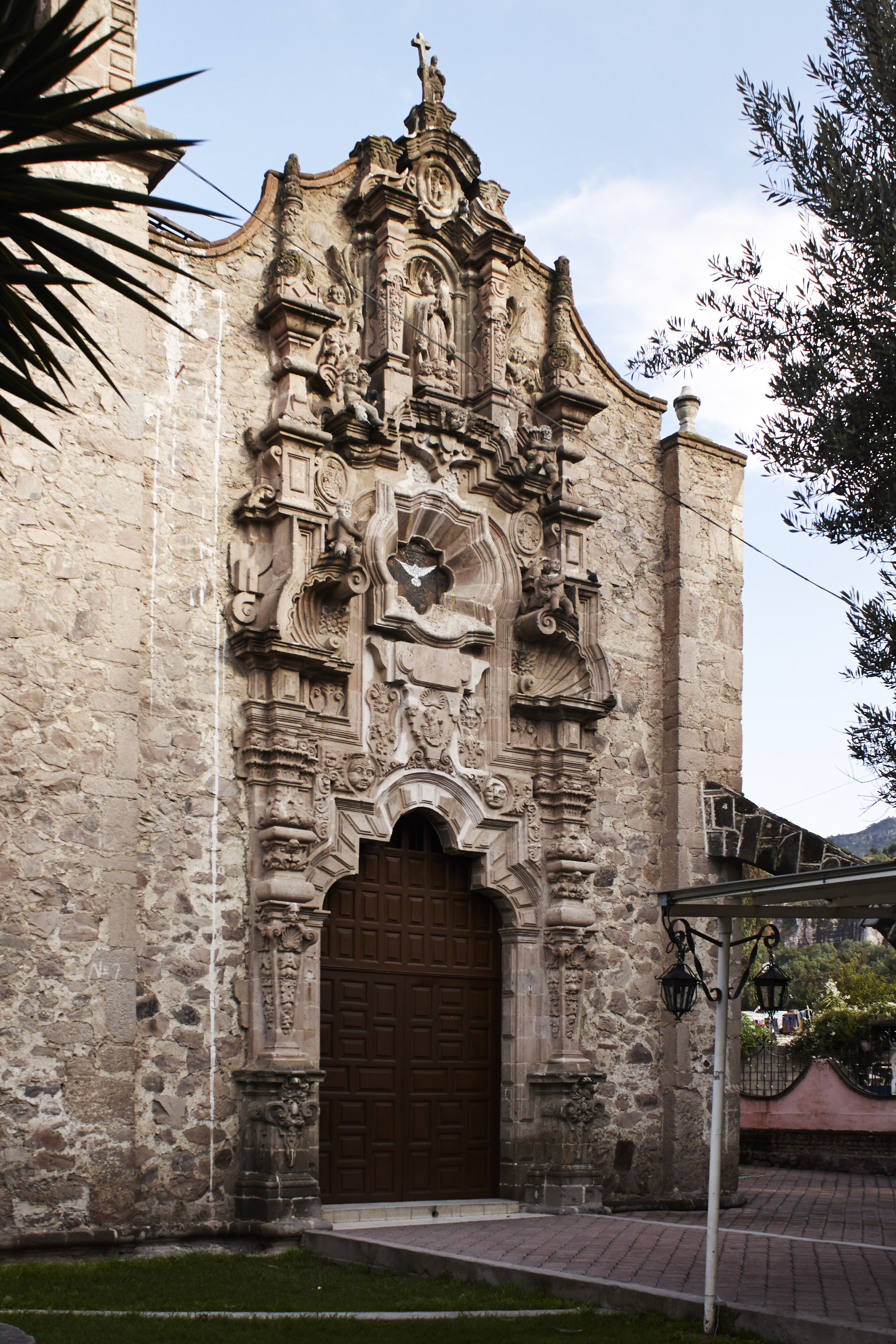
Capilla en Santa Maria Cuautepec, Edo de México
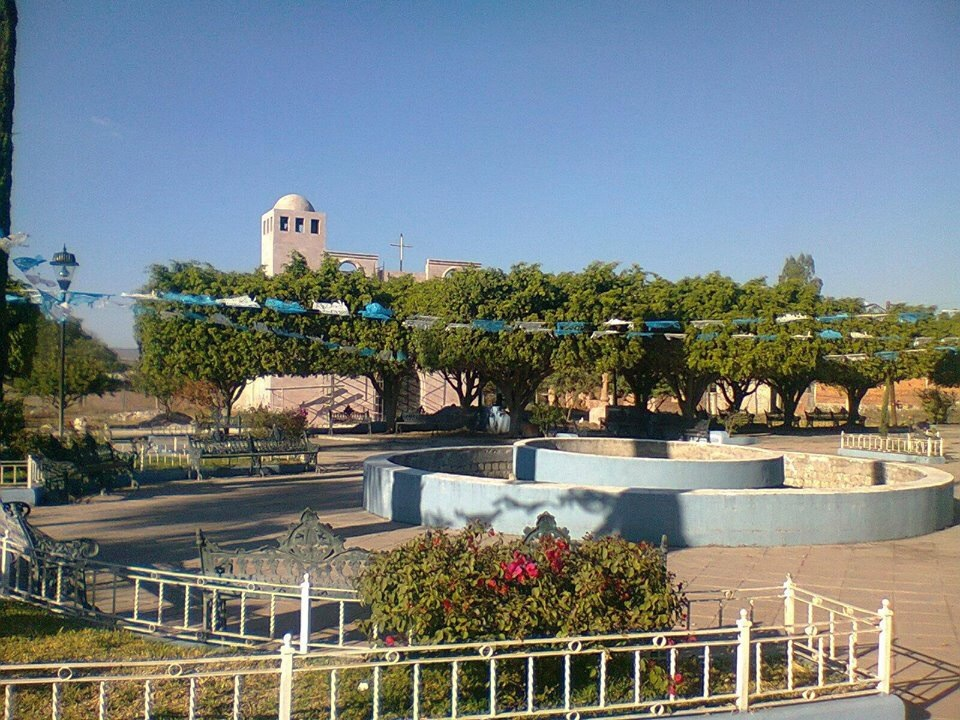
Plaza y Parroquia de La Candelaria, Ecuandureo, Michoacán
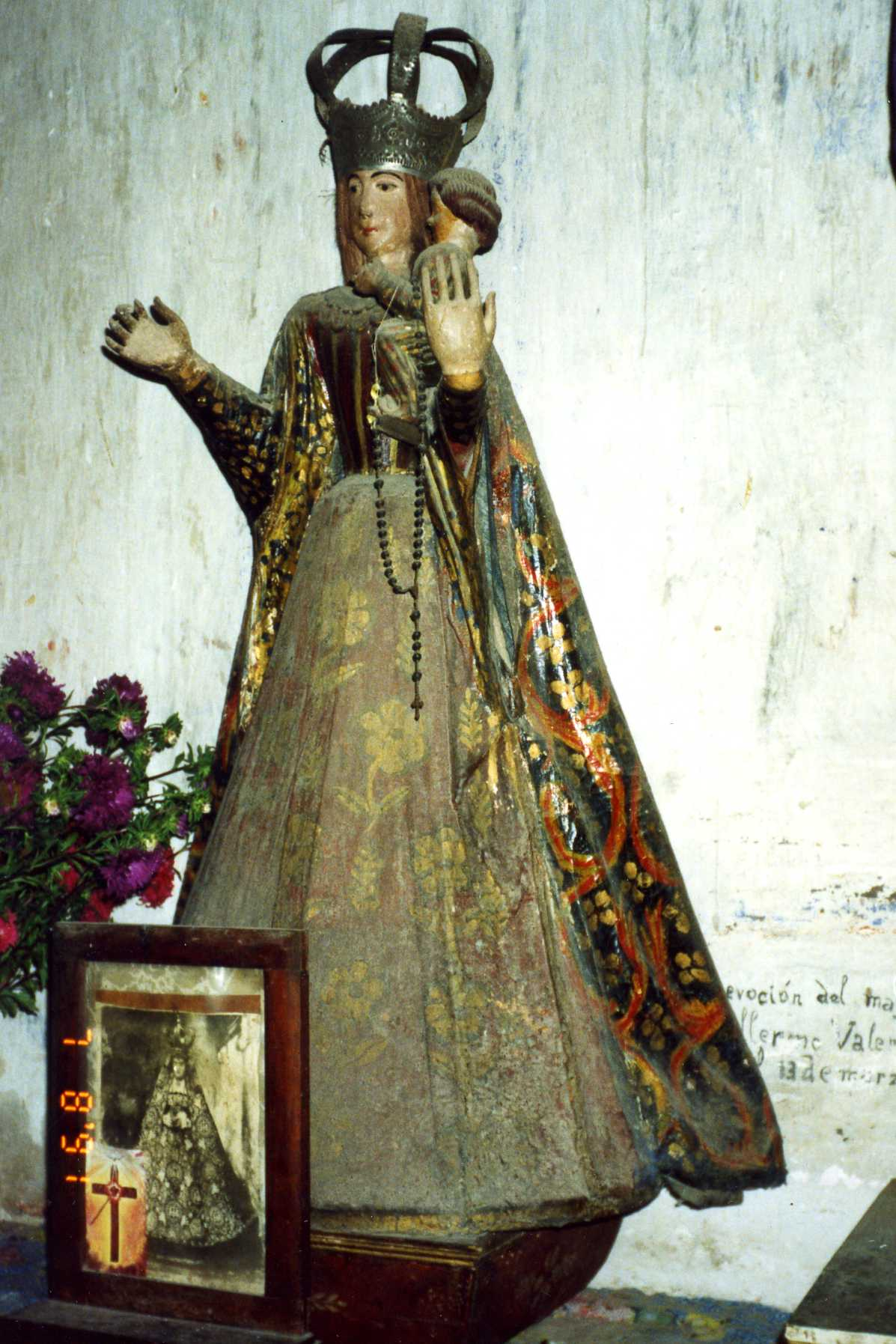
Santa Ana del Valle, Oaxaca
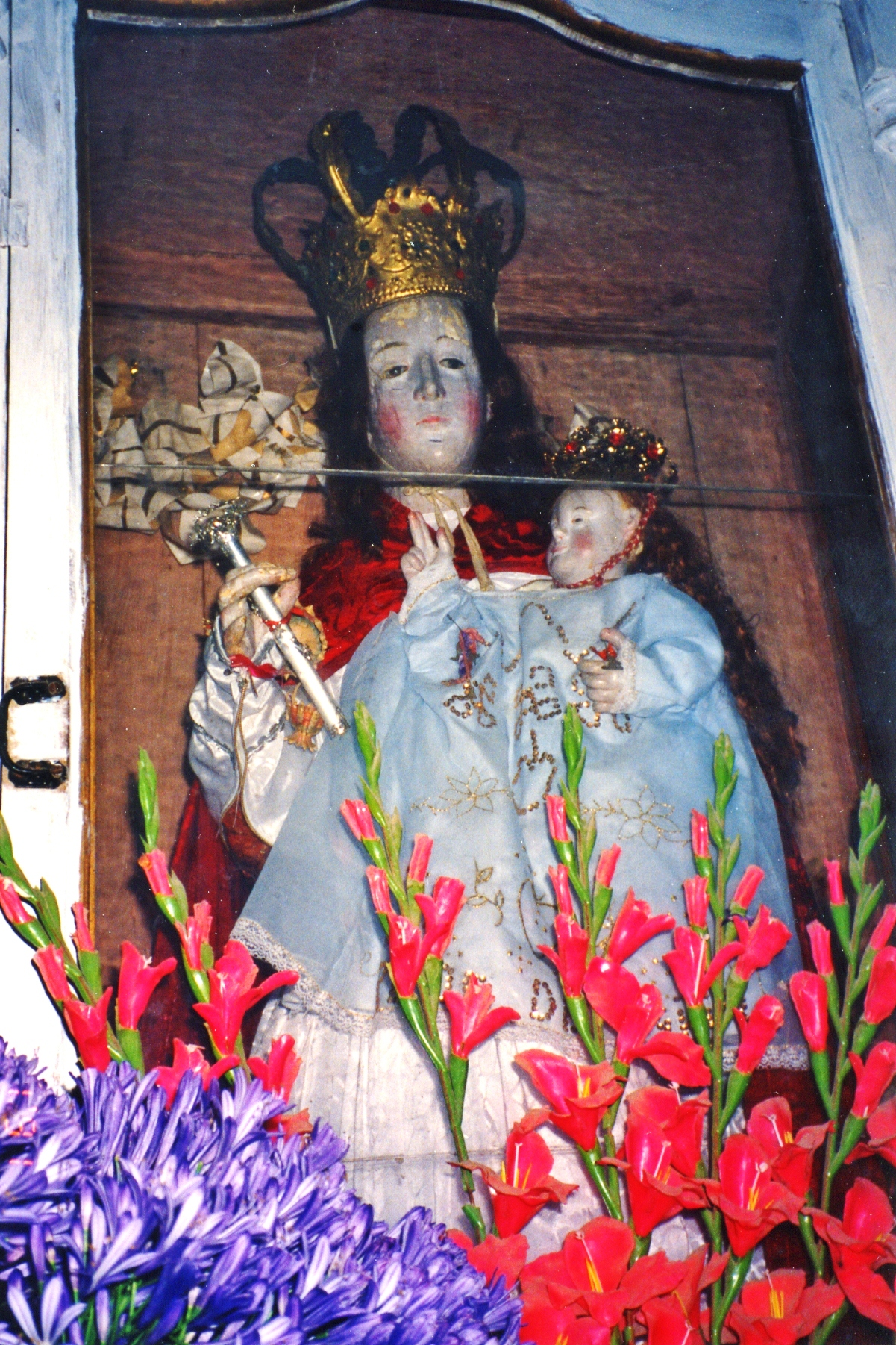
Teitipac, Oaxaca
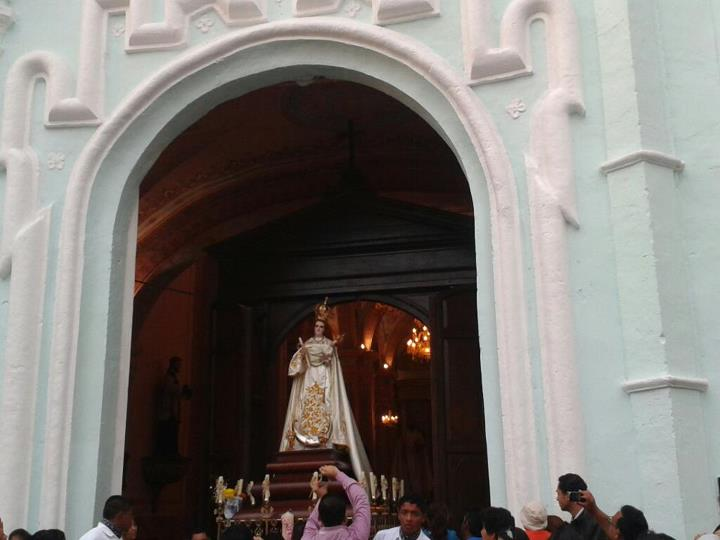
Tlacotalpan, Veracruz
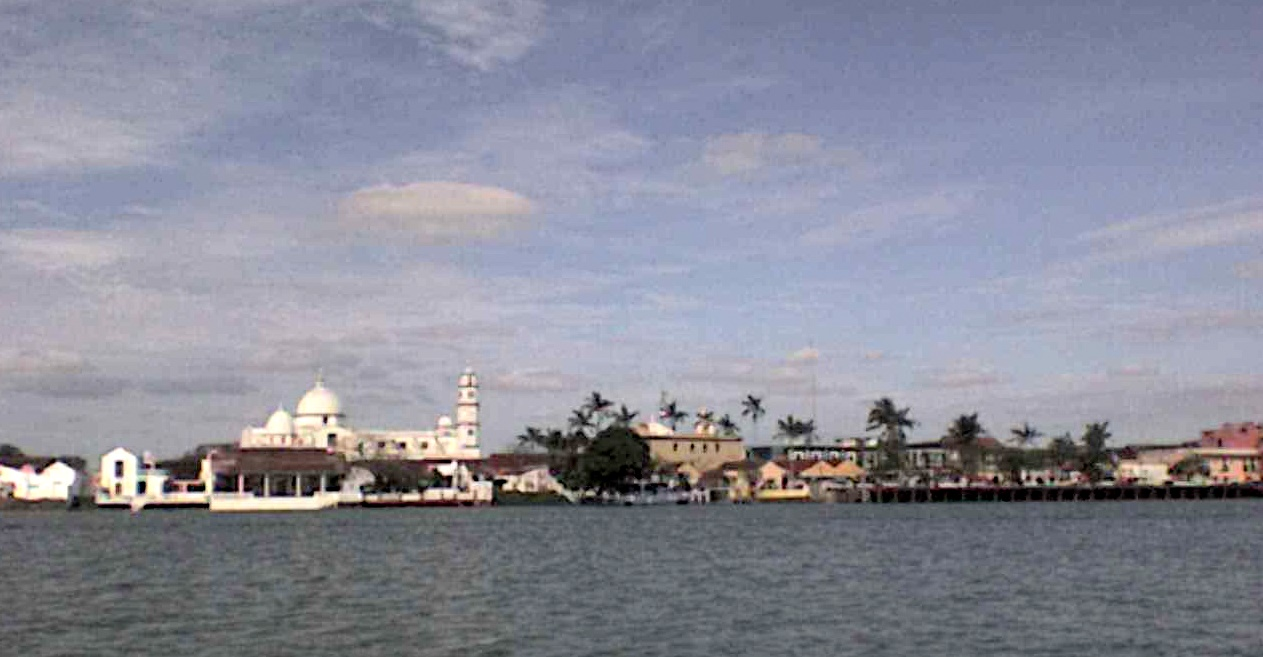
El templo de Tlacotalpan desde el Papaloapan
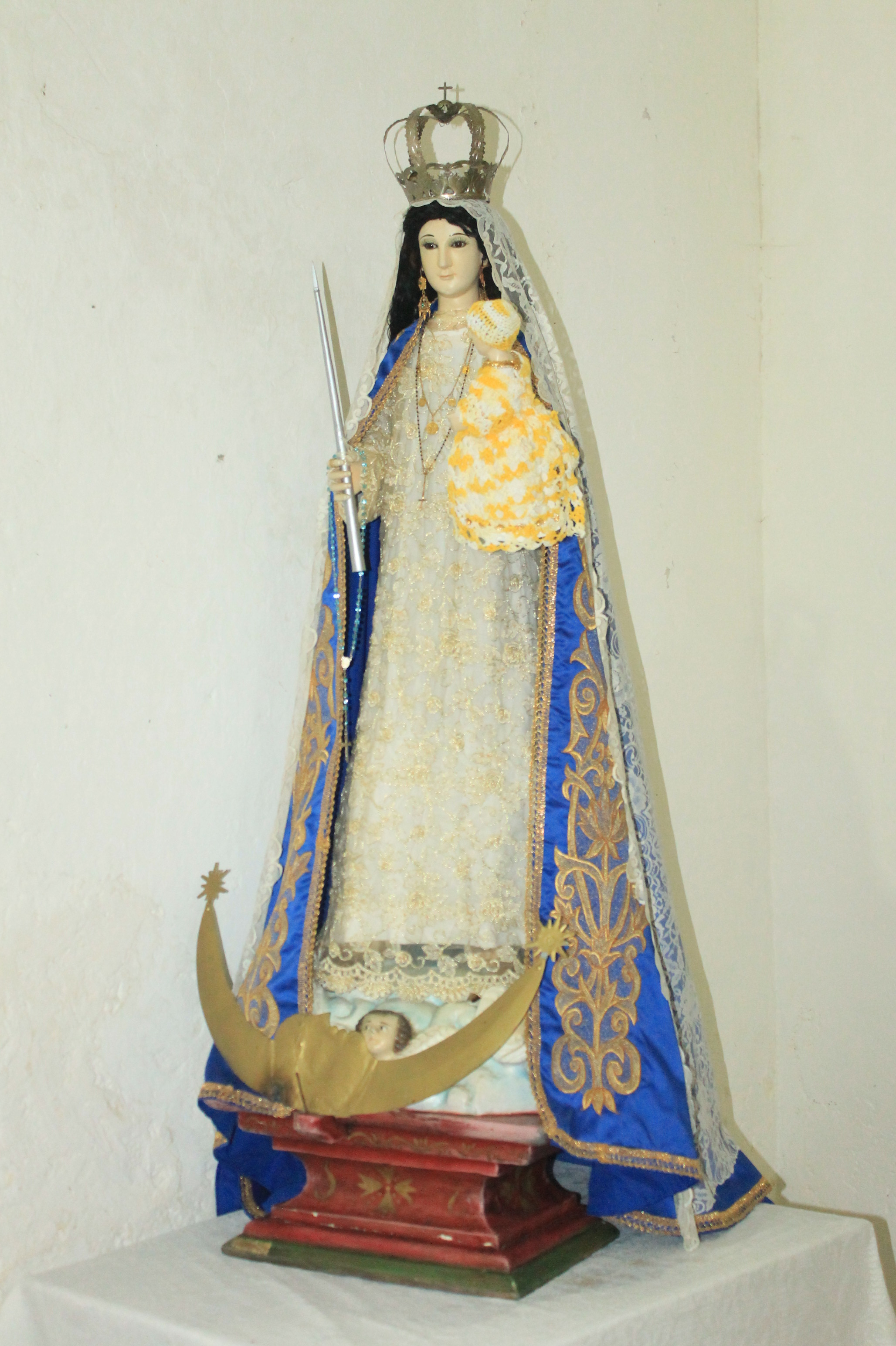
Tekal, Yucatán
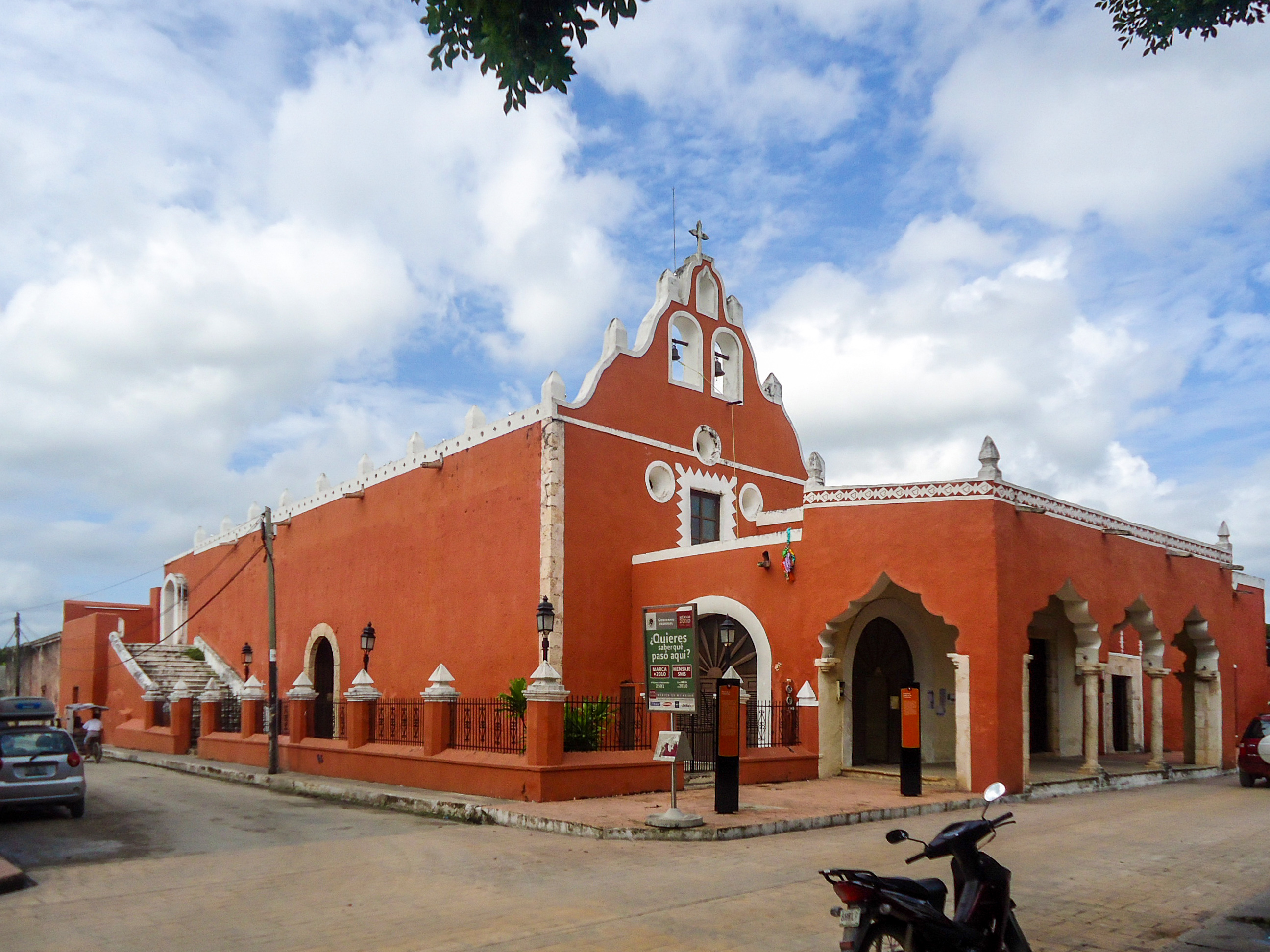
Capilla de Valladolid, Yucatán